# 앨리슨 매커티
앨리슨 매커티(Allison McAtee, 1980년 9월 24일 ~ )는 미국의 배우, 모델, 연극 배우, 텔레비전 배우, 영화 배우이다. 펜실베이니아주 이리에서 태어났다.

## 영화
- 올 어바웃 더 머니 (2017년)
- 쉐어 (2014년) - 케이트 역
- 파이브쏘울-악마의게임 (2011년) - 사라 역
- 블루밍턴 (2010년) - 캐서린 역
- 디스트러스트 (2008년)
- 원 라이프 투 리브 (1968년)